# Love Story (Lied)
Love Story ist ein Country-Pop-Song der US-amerikanischen Sängerin Taylor Swift, der im September 2008 als erste Single aus ihrem zwei Monate später erschienenen zweiten Album Fearless veröffentlicht wurde. Das Lied erreichte Platz eins der Billboard-Country- und Platz vier der Billboard Hot 100.

## Entstehung und Veröffentlichung
Das Stück wurde von Swift geschrieben und von ihr und Nathan Chapman produziert. Love Story wurde am 12. September 2008 bei Big Machine Records unter der Katalognummer 1799449 als Single veröffentlicht. Sie erschien zeitgleich als 2-Track-CD-Single mit einem Remix sowie als CD-Maxi-Single mit einem Remix, dem dazugehörigen Musikvideo sowie dem Titel Beautiful Eyes als B-Seiten. Am 8. November 2008 wurde das Lied als Teil von Swifts zweitem Studioalbum Fearless veröffentlicht.

## Inhalt
Das Stück basiert auf einer Erfahrung aus Swifts Leben: Als Teenager hatte sie einen Streit mit ihren Eltern über einen Jungen. Sie dachten, er sei böse, sie hingegen, es sei Liebe.

## Kommerzieller Erfolg

### Chartplatzierungen
Das Lied erreichte sowohl Platz eins der Billboard-Country- als auch der Adult-Contemporary-Charts und Platz vier der Billboard Hot 100, Platz zwei in Großbritannien und Platz 22 in Deutschland.
| ChartsChartplatzierungen               | Höchstplatzierung | Wochen |
| -------------------------------------- | ----------------- | ------ |
| Deutschland (GfK)                      | 22 (11 Wo.)       | 11     |
| Österreich (Ö3)                        | 30 (9 Wo.)        | 9      |
| Schweiz (IFPI)                         | 50 (18 Wo.)       | 18     |
| Vereinigte Staaten (Billboard)         | 4 (49 Wo.)        | 49     |
| Vereinigte Staaten (Billboard Country) | 1 (12 Wo.)        | 12     |
| Vereinigtes Königreich (OCC)           | 2 (44 Wo.)        | 44     |

| ChartsJahrescharts (2008)              | Platzierung |
| -------------------------------------- | ----------- |
| Vereinigte Staaten (Billboard)         | 81          |
| Vereinigte Staaten (Billboard Country) | 55          |

| ChartsJahrescharts (2009)      | Platzierung |
| ------------------------------ | ----------- |
| Vereinigte Staaten (Billboard) | 5           |
| Vereinigtes Königreich (OCC)   | 38          |

| ChartsJahrescharts (2000–2009) | Platzierung |
| ------------------------------ | ----------- |
| Vereinigte Staaten (Billboard) | 73          |

### Auszeichnungen für Musikverkäufe
| Land/Region                  | Auszeichnungen für Musikverkäufe (Land/Region, Auszeichnung, Verkäufe) | Verkäufe   |
| ---------------------------- | ---------------------------------------------------------------------- | ---------- |
| Australien (ARIA)            | 14× Platin                                                             | 980.000    |
| Brasilien (PMB)              | 2× Platin                                                              | 120.000    |
| Dänemark (IFPI)              | Platin                                                                 | 90.000     |
| Deutschland (BVMI)           | Platin                                                                 | 300.000    |
| Italien (FIMI)               | Gold                                                                   | 50.000     |
| Japan (RIAJ)                 | Gold                                                                   | 100.000    |
| Kanada (MC)                  | 2× Platin                                                              | 160.000    |
| Neuseeland (RMNZ)            | 4× Platin                                                              | 120.000    |
| Österreich (IFPI)            | Platin                                                                 | 30.000     |
| Spanien (Promusicae)         | Gold                                                                   | 30.000     |
| Südkorea (KMCA)              | —                                                                      | 71.684     |
| Vereinigte Staaten (RIAA)    | 8× Platin (Single) · + Platin (Mastertone)                             | 9.000.000  |
| Vereinigtes Königreich (BPI) | 4× Platin                                                              | 2.400.000  |
| Insgesamt                    | 3× Gold · 38× Platin ·                                                 | 13.451.684 |

Hauptartikel: Taylor Swift/Auszeichnungen für Musikverkäufe/Lieder

## Weitere Versionen

### Love Story (Taylor’s Version)
Am 12. Februar 2021 veröffentlichte Taylor Swift eine neue Version des Songs Love Story (Taylor’s Version) als Reaktion auf die Auseinandersetzung mit ihrem ehemaligen Musiklabel, in der es um die Rechte an ihrer Musik ging. Seit November 2020 nimmt sie all ihre Veröffentlichungen vor 2019 neu auf.
| ChartsChartplatzierungen               | Höchstplatzierung | Wochen |
| -------------------------------------- | ----------------- | ------ |
| Vereinigte Staaten (Billboard)         | 11 (2 Wo.)        | 2      |
| Vereinigte Staaten (Billboard Country) | 1 (15 Wo.)        | 15     |
| Vereinigtes Königreich (OCC)           | 12 (3 Wo.)        | 3      |

| ChartsJahrescharts (2021)              | Platzierung |
| -------------------------------------- | ----------- |
| Vereinigte Staaten (Billboard Country) | 80          |

| Land/Region                  | Auszeichnungen für Musikverkäufe (Land/Region, Auszeichnung, Verkäufe) | Verkäufe |
| ---------------------------- | ---------------------------------------------------------------------- | -------- |
| Australien (ARIA)            | 3× Platin                                                              | 210.000  |
| Brasilien (PMB)              | 2× Platin                                                              | 80.000   |
| Neuseeland (RMNZ)            | Platin                                                                 | 30.000   |
| Polen (ZPAV)                 | Gold                                                                   | 25.000   |
| Spanien (Promusicae)         | Gold                                                                   | 30.000   |
| Vereinigtes Königreich (BPI) | Platin                                                                 | 600.000  |
| Insgesamt                    | 2× Gold · 7× Platin ·                                                  | 975.000  |

Hauptartikel: Taylor Swift/Auszeichnungen für Musikverkäufe/Lieder

### Thug Story (mit T-Pain)
Bereits 2009 nahmen Swift und der Rapper T-Pain für die CMT Music Awards eine Parodie des Titels auf. 

### Love Story (Live-Version von Coldplay und Maggie Rogers)
Wenige Wochen nachdem drei ausverkaufte Konzerte von Taylor Swifts 2024er Tour in Wien wegen Terroranschlagsgefahr kurzfristig ersatzlos gestrichen wurden coverte Chris Martin den Song auf dem ersten Konzert seiner Band Coldplay in Wien zusammen mit Maggie Rogers.